# オレたちひょうきん族のコーナー一覧
オレたちひょうきん族のコーナー一覧（おれたちひょうきんぞくのコーナーいちらん）は、かつてフジテレビ系列で放送されていたバラエティ番組『オレたちひょうきん族』のコーナーについて詳述する。

## メインコーナー

### タケちゃんマン
ビートたけし扮するタケちゃんマンと明石家さんま扮するブラックデビル等の敵キャラによるコーナードラマ。人気ドラマや映画のパロディが多かった。「アミダばばあの唄」はサザンオールスターズの桑田佳祐がプロデュースを行った。

### ひょうきんベストテン
1981年5月16日から1988年10月1日まで全303回放送。当時の人気音楽番組『ザ・ベストテン』（TBS系）のパロディコーナー。単発放送時のタイトルは『オレたちひょうきん族ザ・ベストテン』であったが、レギュラー進出後に名称変更。オープニングと最初のCMとを隔てて、最初に登場したコーナーであったため、番組開始から約5分頃に放送。コーナー放送時間（約15分）の制約上、本家と同様に10位 - 1位全ての曲をフル歌唱で紹介できないため、司会者の挨拶の後に10位 - 4位の曲をフラッシュ形式で発表し（1曲につき約10秒）、スポットライトを挟んで上位3曲を紹介した。番組の前半に放送していたのは、開始当時の裏番組『8時だョ!全員集合』の前半コントと、本番組のメインコントである「タケちゃんマン」が両方見られるように配慮したためとされる。
初期の司会は、明石家さんまと黒柳徹子の声色を使う栗山順子が担当したが、レギュラー進出を機に島田紳助と山村美智子（現・山村美智）に交代。紳助はコーナー終了まで続投、山村の降板以後は寺田理恵子、長野智子と後輩アナウンサーが紳助のパートナーを代々引き継いだ。
当時、NHKも含めテレビ局のアナウンサーはニュースや天気を読むことが中心であり、バラエティ番組に出演することは滅多になかった。だが、このコーナーに局の女性アナウンサーが出演したことで、その後の女子アナウンサーのタレント化に先鞭をつける形となった。加えて、山村や寺田はこれが縁でレコードデビューも果たしている。
また、紳助の司会者としての基礎を築いたコーナーでもあり、後に紳助は『歌のトップテン』（日本テレビ系）において和田アキ子と二人で、本物の歌謡ランキング番組の司会者に起用されている。さらに、紳助と同じ当番組のレギュラー出演者で、同コーナーにもほぼ毎回登場したコント赤信号の渡辺正行は、『ザ・ベストテン』の4代目司会者へ正式に抜擢されたほか、後年同じくTBS系にて放送された音楽番組『突然バラエティー速報!!COUNT DOWN100』の司会を山田邦子と共に務めた。そして片岡鶴太郎は、『ザ・ベストテン』放映末期の1989年7月27日に「今週のスポットライト」コーナーへ唯一の生出演を果たし、『思いの丈で…』を歌唱披露していた。
なお長野はフリー転向後、『ザ・ベストテン』番組終了後の1991年3月から約1年間放送された『思い出のベストテン』（TBS系）の司会役を担当。その他、1991年10月に特別番組で放映の『今夜だけ!ご本家復活ザ・ベストテンスペシャル』と、同年12月に特番放送の『総決算!ザ・ベストテン1991年末スペシャル』（共にTBS系）でも長野は、同番組レギュラーの山田邦子と共に司会を務めていた。
スタート当初こそ、レギュラーの出した曲でランキングを形成し、スクールメイツの代わりに東京花柳社中を使うなどの忠実なパロディであったが、途中からレギュラーによる歌真似（片岡鶴太郎による近藤真彦、山田邦子による松任谷由実、松尾伴内による五輪真弓など）と、一般タレントやゲスト芸人を普通に登場させツッコミも無しに歌を歌わせる（稲川淳二による西城秀樹、坂田利夫による田原俊彦、ウイリー沖山による吉川晃司等）事が中心になった。「西川のりおとフラワーダンシングチーム」（安全ヘルメットに革靴、海パン一丁）が初登場した1983年以降はゲストが歌っている最中に驚かせたり笑わせる、といったのが定番となっていた。フラワーダンシングチームが「すもうダンサーズ」に変身した以降も、「バレリーナ団」や「ちょうちんブルマーズ」、片岡鶴太郎らが瀬戸わんやに扮した「ピヨコ隊」（アヒル型衣装）など、基本的な系統は引き継がれた。西川のりおがひょうきんベストテンで毎週出るようになったのは、フラワーダンシングチームが結成されてからである。本物の歌手も数組登場していたが、中には本家に殆ど出演したことのない歌手（イエロー・マジック・オーケストラ、オフコース、EPO等）が登場したこともあり話題となった。なお、オープニングのテーマ曲には「WITH THE FORCE OF NATURE」（高橋達也と東京ユニオン）が使われた。
セットや鏡張りの回転扉、1位になった歌手に対する紙吹雪（風船はない）での祝福も再現されていたが、ランクインした“歌手”が出演しない場合は、笑い屋の笑い声をバックに猛スピードで回される扉と扉を回すスタッフの手が映ったほか、天井から「紙雪崩」とでも言うべきほどの大量の紙吹雪が降り注いだ。
主にベスト3やスポットライト（基本的に女性アイドルなどのゲスト初期はレギュラーが出していた歌が中心）に選ばれた人が歌っていた。しかし、ランキングの基準はリクエストはがきのみ（「○○票」という数え方をしていた）だったが、歌う人数も少なかった。なおかつ、本家『ベストテン』や『トップテン』にもランクインしない曲が1位になったり、スポットライトに登場した歌手の曲が次週に必ずランクインするなど、番組スタッフ・出演者の好き勝手にやっていた。また、本家において洋楽曲はランキングの対象外であったが、このコーナーでは洋楽曲もランクインしていた。
『笑っていいとも!』等の収録後のスタジオアルタを日本武道館等と見立て中継もしていた。歌っている最中に天井から風船などが降ってくる、水上スキーに乗って歌っている最中、牽引しているボートからロープを切られて水中に転落するなど笑いを取る演出も行われた。
この番組から生まれたオリジナル曲から一般の音楽界に名を知らしめた曲も少ないながら実は存在する。安岡力也が一時期「タケちゃんマン」に出演していた頃に演じていたキャラクター「ホタテマン」に扮して歌った、内田裕也の作詞・プロデュース曲「ホタテのロックンロール」がその代表例。あまりの好評ぶりからシングルが発売され、32万枚のセールスを記録し、ついにはホタテマンがサッポロ一番のCMに起用され歌唱する事態となった。
また、松戸競輪は「ひょうきんベストテンなら200票あればランクインできる」と組織票を呼びかけた。結果、松戸競輪のテーマ「走れ!自転車」は念願のランクイン（1983年7月9日放送分で第4位）を果たした。横澤彪は自著でこのことについて触れた際、「普通の歌番組ならこうした組織票は無視されるが、ひょうきんベストテンなら出すのが当たり前だ」（要約）と書いている。
1988年7月30日から公開収録もスタート。
2009年7月25日・7月26日放送の『FNSの日26時間テレビ2009 超笑顔パレード〜爆笑!お台場合宿〜』にて約21年ぶりに復活し、司会もレギュラー時代および『26時間テレビ』総合司会の島田紳助（コーナーでの表記は「森紳助」）、中村仁美が担当した。また中村が、「20年ぶりのひょうきんベストテン」という発言をしたが、このコーナーは1988年に終了しているため、実質的には21年ぶり（約20年ぶり）であった。
また、この日の放送で紳助が発言したところでは、仕掛けは制作当時から全て「ドッキリ」だったらしい。
エンディングでは、本家と同様の記念撮影もあった。初期は、まともに記念撮影が行われていたが、後にシャッターを切った瞬間に煙幕が上がるなど記念撮影の意味がなくなる演出が恒例となっていた。またラサール石井によると、ベストテンのエンディング収録は毎週8時間かかっており、主にぼんちおさむイジリが多かったという。
作詞家の伊藤アキラは、このコーナーの番組関係者の曲を露骨に優遇したり組織票を容認する姿勢が面白いと評価していた。

#### ネタ一覧
ここでは一部を紹介する。ネタの中には演者が何人も変わっており番組内で「何代目〜」と呼ばれており（）内に記した。
- 片岡鶴太郎：近藤真彦（初代）、吉田拓郎、小林旭、たこ八郎、浦辺粂子、井上陽水、芦屋雁之助（2代目）、坂上二郎、千昌夫、渡哲也、CHAGE（松尾伴内と）、萩原健一、殿さまキングス、小田和正（2代目）、具志堅用高、ピヨコ隊隊長（瀬戸わんやをモチーフ）、チェリッシュ（山田邦子と）、鈴木雅之、光GENJI
  - 鶴太郎の近藤のマネは、モノマネを担当する演者の人選をしていたスタッフがある時何となく司会の山村に意見を求めたところ、彼女が鶴太郎の名を挙げたことで決まった[注 16]。鶴太郎のこのモノマネは当初一回だけの予定[注 17] だったがウケがよかったことから、そのまま持ちネタの一つとなった[7]。
- 山田邦子：松任谷由実、日野美歌、清水由貴子、志穂美悦子、松本千明（堀ちえみ）、鳳蘭、中森明菜（4代目）、石川さゆり、美空ひばり、浅丘ルリ子、かしまし娘、石井明美、都はるみ（3代目）、中島みゆき、水前寺清子、いしだあゆみ、小川知子、葛城ユキ、小柳ルミ子、「魔法使いサリー」のサリー、花村よし子（よっちゃん）、欧陽菲菲（初代）、中原めいこ、薬師丸ひろ子（4代目）、原田知世、島倉千代子、研ナオコ、鈴木聖美、チェリッシュ・大橋純子、原由子、杏里
  - 番組内での山田のモノマネにより、特に島倉千代子は「人生いろいろ」が若年層にまで受け大ヒット[注 18]したほか、松任谷由実が番組エンディングテーマ曲を手掛けるきっかけにもなった[8]。
- 太平サブロー：井上陽水、横山やすし、浜村淳、人生幸朗、夢路いとし、笑福亭鶴瓶、桂三枝（現・六代目桂文枝）、松方弘樹、月亭可朝、岡村孝子（あみん）、五木ひろし、光GENJI
- 太平シロー：西川きよし、萩本欽一（2代目）、芦屋雁之助（初代）、喜味こいし、ぴんから兄弟、大屋政子、板東英二、中村雅俊、マドンナ、テレサ・テン、古手川祐子、本田美奈子、山本リンダ、デーモン小暮、藤圭子、木村一八、加藤晴子（あみん）、高橋真美（伊丹幸雄・渡辺めぐみとわらべ）、光GENJI
- 西川のりお：沢田研二、シャネルズ(赤信号と)、瀬川瑛子、狩人（ぼんちおさむと）、ビリーバンバン（同）、ヒデとロザンナ（同）、光GENJI（同）、オバケのQ太郎、鉄腕アトム、琵琶法師、ダッコちゃん人形、のりPマン、ジョン・レノン、少年隊(同)筑波山麓合唱団
  - オバケのQ太郎のマネは、ひょうきんメンバーとマイケルジャクソンの「スリラー」をやる時に、のりおが全身白塗りにされたことがきっかけ[注 19]。
- ぼんちおさむ：玉置浩二（初代）、柴田恭兵、村田英雄（2代目）、細川たかし（3代目）、狩人（西川のりおと）ビリーバンバン（同）、ヒデとロザンナ（同）、光GENJI（同）、森田健作、矢沢永吉、少年隊（同）筑波山麓合唱団
- コント赤信号：シャネルズ（のりおと）、シブがき隊、一世風靡セピア（ヒップアップ・ラッシャー板前と）、ザ・タイガース、ザ・ビートルズ（西川のりおと）、細野晴臣・坂本龍一・松武秀樹（島崎俊郎と）
  - 渡辺正行：石原裕次郎（2代目）、利根川裕、大橋巨泉、吉川晃司（3代目）
  - ラサール石井：山口良一、フーテンの寅さん、三波春夫、光GENJI
  - 小宮孝泰：さだまさし、オッくん、ヒッ虎
- ヒップアップ：イモ欽トリオ、ブッシュマン、THE ALFEE、一世風靡セピア（赤信号・ラッシャー板前と）、アリス
  - 島崎俊郎：来生たかお、中村雅俊の影、アントニオ猪木、佳山明生、高橋幸宏（赤信号と）、川口浩、スティービー・ワンダー、いかりや長介、牧伸二、佐藤B作、中山美穂、スーダラオヤジ
  - 川上泰生：上田馬之助、岸部シロー(のりおよしお、小林とザ・タイガース)、清水善三、モーツァルト、筑波山麓合唱団
  - 小林進：タイガーマスク、加橋かつみ(上記の川上同様、タイガースとして)、諸星和己（紳助、石井らと光GENJI）筑波山麓合唱団
- ウガンダ：岩崎宏美、河合奈保子、琴風豪規、マイケル・ジャクソン、三波伸介、小錦八十吉、エルビス・プレスリー、ジョン・虎ボルタ、荻野目洋子（2代目）、光GENJI
- 松尾伴内：見栄晴、吉川晃司（初代）、ASKA（鶴太郎と）、五輪真弓、武田鉄矢（2代目）、財津和夫、荻野目洋子（初代）、山下達郎、筑波山麓
- 上方よしお：もんたよしのり、岸部修三(のりお、ヒップアップ川上・小林とザ・タイガース)、萩原健一
- 力也（安岡力也）：小西博之、上田正樹、五木ひろし（初代）
- 石井愃一：高倉健、中井貴一、神田正輝
- 明石家さんま：松本伊代、幸田シャーミン、芳村真理、大原麗子、上田正樹（池田まさる・くず哲也・マギー司郎らと共演）、サザンオールスターズ（桑田佳祐）、山下達郎、風見慎吾（2代目）、長渕剛
- ビートたけし：萩本欽一（初代）、渥美二郎、趙容弼（チョー・ヨンピル。何故か韓国語で歌っている）、岡本太郎
- 今くるよ：坂口良子、都はるみ（2代目）
- 九十九一：渡辺徹、武田鉄矢（初代）、もぐらのお兄さん、小田和正（初代）、角川春樹
- 春けいこ：真屋順子
- 若人あきら：森進一、郷ひろみ
- 伊丹幸雄：高部知子（わらべ）、西城秀樹（初代）
- 渡辺めぐみ：倉沢淳美(同)
- 山内百恵：柏原芳恵
- 大竹まこと（シティーボーイズ）：上田正樹（さんまらと共演）
- 稲川淳二：上田正樹（同上）、西城秀樹（2代目）
- 池田勝（現・池田まさる）：上田正樹（同上）
- くず哲也：上田正樹（同上）[9]
- 綾田俊樹（東京乾電池）：上田正樹（同上）
- マギー司郎：上田正樹（同上）
- ゆーとぴあ：とんねるず
- ベンガル：伊武雅刀
- 三遊亭小遊三：岡千秋
- 島田紳助：桑田佳祐、村沢教官（風間杜夫）、石坂浩二、大沢樹生（小林、石井らと光GENJI）
- 山村美智子：原由子
- 寺田理恵子：小林明子
- 浅川奈月：小泉今日子[注 20]
  - 小泉が童顔と言う理由で実際の子役にやらせた。
- オール巨人：田原俊彦（初代）、岸部シロー
- 松本竜介：田原俊彦（2代目）
- でんでん：田原俊彦（3代目）
- 佐渡稔：田原俊彦（4代目）
- 坂田利夫：田原俊彦（5代目）、さだまさし、テレサ・テン（2代目）
- 轟二郎：近藤真彦（2代目）
- 間寛平：近藤真彦（3代目）
- ジミー大西：近藤真彦（4代目）
- 春やすこ：松田聖子（初代）、ヴィーナス
- 松金よね子：松田聖子（2代目）、斉藤由貴
- 清水よし子：松田聖子（3代目）
- 若井小づえ：松田聖子（4代目）、中森明菜（4代目）、荻野目洋子（3代目）、原田知世（3代目）、工藤静香（初代）
- ミルク（クルミ・ミルク）：薬師丸ひろ子（初代）
- 青葉久美：薬師丸ひろ子（2代目）
- あめくみちこ（天久美智子）：薬師丸ひろ子（3代目）
- 清水クーコ：高樹澪、中森明菜（初代）、都はるみ（初代）
- 可愛かずみ：中森明菜（2代目）
- 松本明子：中森明菜（3代目）
- 岡本麗：欧陽菲菲（2代目）
- 月亭八方：村田英雄（初代）
- 島田洋七：細川たかし（初代）
- ビートきよし：大川栄策、矢沢透、細川たかし（2代目）、五木ひろし（2代目）
- 高田純次：風見しんご（初代）、梅沢富美男、ヒロシ&キーボーのヒロシ、舘ひろし
- コロッケ：玉置浩二（2代目）、長渕剛（2代目）
- 野沢直子：菊池桃子（初代）
- ダンプ松本：菊池桃子（ラ・ムー名義）（2代目）
- ウイリー沖山：吉川晃司（2代目）
- 悪役商会：チェッカーズ（2代目）

これ以外にも、レギュラー陣が歌を発表した際はこのコーナーで披露された（ビートたけし『抱いた腰がCHACHACHA』、明石家さんま『いくつもの夜をこえて』・『真っ赤なウソ』・『蒼いタメイキ』、明石家さんま・島田紳助『い・け・な・い・お化粧マジック』、片岡鶴太郎『IEKI吐くまで』、『酔うほどに･･･』など）。なかでもビートたけしの『いたいけな夏』のVTRはレギュラー陣に「一番面白い」と評されるなど、伝説になっている。また、ビートきよし、松本竜介、島田洋八の3人で結成された「うなずきトリオ」が歌った『うなずきマーチ』（大瀧詠一プロデュース）などは特に有名である。このほか、1983年3月26日の回で司会役の山村も自身の曲『Be Smiling』 がランキング1位となり歌唱しているが、自ら曲名を発表するとミラーゲートへ一旦退場したのち再登場し祝福の紙吹雪を受けるという自画自賛ぶりに呆れた紳助から「経費節約か！」「三重県（山村の地元）の組織票やないか！」と散々突っ込まれていた。
後期になると、ろくに歌も歌わずコントになる場合も多くなった（特にアホの兄弟など）。
1986年10月頃から笑い声が無くなり、現場での生の笑い声のみが残るようになった。
1984年3月10日・4月21日回で披露した、ウガンダの和風スリラーが同年度日本民間放送連盟優秀賞を受賞。

### ひょうきん歌謡大賞
毎年年末に放送されていた企画で、FNS歌謡祭と日本歌謡大賞を足して2で割ったようなパロディ。司会は同じく歌謡番組パロディである「ひょうきんベストテン」の流れを汲み、島田紳助と山村美智子が務めていた。
第5回（1984年12月29日）では少女隊の最優秀新人賞受賞に西川のりお扮する歌手が怒って、審査員に文句を言い反対に殴られると言う、1983年の歌謡大賞の裏側を彷彿とさせるシーンもあった。
賞は新人賞、歌唱賞、ひょうきん歌謡大賞の3つがあり選考基準は特に無いが、のりおによるとひょうきん歌謡大賞は両親の登場がある為、収録日に出演してくれる人が受賞させられたらしい。
テーマ曲はFNS歌謡祭と同じ「花咲く歌声」である。また第6回（1985年12月28日）ではプレゼンターに当時「FNNスーパータイム」で人気の出ていた逸見政孝 本人と、幸田シャーミン（さんまが扮する）が出たこともあった。

### ひょうきんニュース
ニュース番組のパロディコーナー。オープニングのBGMは当初、グスターヴ・ホルストの「惑星」の第4曲「木星」が使われていたが、のちにテレタイプ端末の打ち込み音とモールス信号音の混声に簡略化された。
キャスターが初代から2代目の途中までは独立したコーナーであり、「ひょうきんベストテン」や「タケちゃんマン」と同じくらいの時間を割いて放送していた。コーナータイトルの後に必ず『このニュースはすべてデッチ上げのニュースです。見終わった後すぐに忘れて下さい。』という旨の字幕が流れたのち、暗転していたスタジオの照明が一斉に点灯し、キャスター2人が映し出されて本編に入っていた。
このコーナーの構成作家は高田文夫で、高田曰く『ひょうきん族』で最初に作られたコーナーであり、番組立ち上げ前に吉本興業から「さんまは番組スタートを機に東京へ移住させて売り込むつもりだ。どんなコーナーでもいいから彼をメインにしたコーナーを用意してほしい」と頼まれ、さんまは番組終盤の顔役、ひょうきんニュースの人として地道に東京での知名度を高める作戦であった。結局は「タケちゃんマン」で明石家さんまのブラックデビルが定着したため、後にはスポットニュースのようにコーナー内で随所に挟み込まれる形になった。
キャスター、出演者
- 初代 - 長谷川公彦（島田紳助）、酒井スエ子（今くるよ） 担当期間　: 雨傘時代
- 2代目 - 杉本高文（明石家さんま）、山田邦子[注 23] 担当期間 : レギュラー開始当初 - 1983年3月12日
- 3代目 - 小林進（ヒップアップ）、山田邦子 担当期間 : 1983年3月 - ?
- 天気予報 - 南出繁（オール巨人）
- ニュース映像のエキストラ - 佐渡稔（リポーター）ほか東京乾電池劇団員

キャスターは本名で出演していた。

### うなずきトリオ
うなずきトリオ（ビートきよし、松本竜介、島田洋八）がコントや架空のラジオ番組（オールナイトひょうきん）を展開する。後に彼らによる「うなずきマーチ」なる曲が発表され、「ひょうきんベストテン」などで歌われていた。また、このコーナーで富山県宇奈月温泉が一躍全国的に知られる一因となった。

### ひょうきんプロレスアワー
芸人がプロレスラーに扮し、本物のプロレスのリングで闘うという、不定期コーナー。景山民夫（＝フルハム三浦（後述））が大根で殴られ骨折したり、オール阪神（＝ミスター・タイガー（後述））が股裂きにあい、股を切るなど出演者が本当に体を張って演じた。
初期の柱は、アントニオ・紳助&ストロング・うなずき（竜介）とシャープ兄弟（ミスター・タイガー&ミスター・ジャイアント＝阪神・巨人）という二大タッグチームによる、「HWA世界ひょうきんタッグ選手権」をめぐっての抗争劇だった。無敵を誇る紳助組に、悪玉のシャープ兄弟がその打倒に執念を燃やすといった図式で、初戦は竜介が持ち前の運動神経を生かし、飛びつき回転エビ固めを決めて紳助組が勝利（その際に前述の「股裂け」事件が起きた）、執念の末に得た再戦では大流血戦の末リングアウトでシャープ兄弟が勝利、そしてその決着戦は、大阪府立体育会館で行われた全日本女子プロレスの実際の大会を間借りする形で行われた（結果は紳助組のタイトル奪還）。コーナー自体は全日本女子プロレス興業の協力を仰ぎ、当時フジテレビが放映した「全日本女子プロレス中継」のスタイルを踏襲していた。実況は「全日本女子プロレス中継」のメインアナでもあった志生野温夫が務めた。またごく初期には、後に実際の女子プロレスで「極悪レフェリー」として名を馳せた阿部四郎がレフェリー兼リングアナを務めていた。
その後は、実際のプロレスの忠実なパロディとなり、島崎がアントニオ猪木、鶴太郎がタイガー・ジェット・シン、さんまが藤波辰巳に扮するなどした。一時は新日本プロレスの協力を仰ぎ、荒川真扮する力道山や永源遙扮する沖識名レフェリー等、必ず日本プロレス時代に活躍したレスラー（のパロディ）が登場した。この時期は志生野アナ（前述）だけでなく、山中秀樹が実況を担当したこともある。また、紳助扮する「ふるい立ち伊知郎」が実況を、たけし扮する「大山マスタチ」なる武道家、違うスポーツの解説者であった川上哲治、長嶋茂雄が務めた。
フリーとなった古舘伊知郎が、謎の覆面実況アナウンサー「ミヤタテル・アビブ」（しばらく後「ふるい立ち伊知郎」と改名＝正確には2代目）として登場した前後には、コーナーの方向性が大きく変わり、社会ネタのパロディが中心となった。景山民夫がフルハム三浦（当時盛んに騒がれたロス疑惑の三浦和義がモデル<景山が三浦にそっくりとよく言われていた。>）のリングネームで登場し、高田文夫のジミー江古田（モデルはジミー佐古田）やグレート義太夫扮するジャーナル中江（同じく義太夫にそっくりだった投資ジャーナル事件の中江滋樹がモデル）と闘ったり、タイガー・ジェット・おしんなるレスラー（竜介）が登場した。この時期に解説を務めたのは、たけし扮する審判部長「ジャマモト・コタツ」（山本小鉄のパロディ）で、「フジテレビ内部抗争」として行われたデタガリ三宅VS.ブッチャー小林戦においては、『笑っていいとも!』憎しとばかりに試合に割って入りながら、ナンデスカマンの乱入を逆に呼び込んでしまい、最終的に「審判部長がフォール負けするという四次元的な結果」（ふるい立ち伊知郎・談）を残したこともある。
一度プロレスのリングの都合がつかず、仕方がなくボクシングのリングで収録したことがある。外見は似ているがマットの構造が異なり、弾まず硬いマットに演者は苦痛の表情を見せた。
なお、このコーナーの番組内での類似企画として「異種格闘技戦『北野武蔵（北野流空手道十段＝たけし）VS.アルギン・ジェット・シン（全米マーシャルアーツ王者＝紳助）』」「プロボクシング・世界ひょうきんジュニアライト級タイトルマッチ『ピストン北野（たけし）VS.ホセ・メンドクサ（メキシコ＝サブロー）』」がある。後者は2試合行われたが、そのうちの1試合は日本ボクシングコミッションの協力を得て、後楽園ホールのリングで行った。

### ひょうきんスペシャル大川口浩探険隊シリーズ
『水曜スペシャル』（テレビ朝日系）で放送された「川口浩探険隊シリーズ」のパロディ。紳助扮する大川口浩とヒップアップのひょうきんスペシャル取材班が珍獣タコドラブッヘ、怪獣ゴンジラや最近見なくなったステレオタイプのチンピラ(パンチパーマにサングラス、半袖ワイシャツとスラックス、腰に旧型のポケットベル)等の秘境生物を探しに行く。
本家にはヤラセ疑惑がつきまとったのを逆手に取り、みえみえのヤラセを見せていき、ナレーターに「目的地である海外の秘境に何故か日本ナンバーの車で到着した」「(生物を見つけ)それにしても、隣で木に登っている人間は一体何者なのだろうか⁈」「我々は遂に足跡を発見した！しかし、足跡が一歩しかないのはその身に一体何が起きたのだろうか⁈」「その時！隊員の一人が草や石もない平地で何かにつまずき、まるで自ら飛び込んでいくように川に転落！」「隊員の片腕を失ってもひょうきんスペシャル取材班はさらに奥へと突き進んでいく。背中にある不自然な膨らみの謎を残して」とツッコませる。主にひょうきんスペシャルで放映された。

### ひょうきん懺悔室
1983年10月1日スタート。収録中にNGを出した出演者やスタッフが懺悔し、神様の裁定次第で水を浴びせられるコーナー。ブッチー武者が神様役、番組プロデューサーの横澤彪（2代目は三宅恵介）が神父役を務めた番組後半の名物コーナーである。

### ひょうきん絵かき歌
ポーランド民謡「森へ行きましょう（シュワジュペチカ）」のサビパートのピアノ伴奏と男女混声コーラス隊の合唱に合わせて、山田邦子が絵を描くコーナー。コーラス隊は独自のオープニングテーマも歌っていた。序盤は普通の絵描き歌だが、最終的には下ネタになったり、他の「ひょうきん族」でおなじみのネタにちなんだ物になったりする。中にはホワイトボードを回転させることで絵が完成したり、描いたスプーンをこすっても曲がらないことで超能力のない証明をしたりと視聴者を唸らせる作品もあった。
視聴者が考えた絵描き歌の投稿も受け付け、紹介した作品の出来によって山田から花丸をもらえたり、描き終わるなり「バカ野郎!」と叱られたりしていた。絵とはまったく関係ない「コーラス隊の皆さんの私服姿が見たい」という視聴者からのリクエストに対し、見事に応えて披露したこともあった。なお視聴者作品の募集の宛先（フジテレビだが局留）もコーラスで告知されていたが、その曲は毎回「森へ行きましょう」以外の曲を週替わりで使っていた。
1982年10月23日 - 1984年の秋頃まで放送された。当時山田が出演した牛乳のCMではこのコーナーを模した演出が使われ、「ひっくり返せばモーモーちゃん」という絵描き歌を披露していた。

### ラブ・ユー・貧乏
1986年9月6日にスタートしたコーナー。さんまの司会で何人トリオが己の貧乏自慢をしてもらう（1番：前田政二、2番：Mr.オクレ、3番：村上ショージ）。
一人ずつネタが終わるとロス・プリモス（この時点のバンマス・リードヴォーカルは森聖二）の「ラブユー東京」の「あなた」の部分を「お金」に、「東京」の部分を「貧乏」に変えた替え歌を歌う（他パターンあり）。そして、最後にわざわざ来てくれているロス・プリモスに物乞いの一言で締めくくられる。「ラブユー貧乏」の他、同じくロス・プリモスの代表曲「たそがれの銀座」を使用した「たそがれの貧乏」も放送された。
元々はさんまが出演していた舞台やラジオ番組「MBSヤングタウン」で、何人トリオの3名が「難民トリオ」名で「We Are The World」を流しながら行っていたもので、ビートたけしがフライデー襲撃事件で謹慎となり代替企画を探していた番組スタッフにさんまが推薦した企画である。
その後、ロス・プリモスがネタ切れによる降板を拒否したため、なんでもやると言う条件で「ラブユー貧乏ちゃん」（代わりにロス・プリモスメンバーと強面のマネージャー）、「貧乏DEデート」（クイズ）が行われるようになった。また、「ラブユー貧乏」はオリジナルの歌詞を加えてロス・プリモスのレコード・カセットテープとしてリリースし、ヒットした（詳細はラブユー東京#続編などを参照）。
『明石家マンション物語』では「21世紀のMr.オクレを探せ！」を募集してこのコーナーを再現した。
2015年7月6日放送の『痛快!明石家電視台』（毎日放送）「明石家さんま生誕60周年記念スペシャル」で、オープニングにて明石家メンバーがさんまに因んだエピソードの替え歌で再現した。冒頭：豊崎由里絵、1番：松尾伴内、2番：重盛さと美、3番：村上ショージ。現在の永山こうじとロス・プリモス（永山こうじ、峰たかし、佐藤幸輝の3名）も登場した。

### かまへんライダー
1988年10月22日にスタートした、番組末期の代表的なコーナー。明石家さんまが村上ショージらを連れた計5人で街中ロケを行うもので、『仮面ライダーシリーズ』と『秘密戦隊ゴレンジャー』のパロディ。
オープニングBGMは1988年2月前後まで放送されていたスーパー戦隊シリーズ『光戦隊マスクマン』の挿入歌『オーラに輝け!グレートファイブ』のインストを使用。各人スーパー戦隊シリーズのように色分けされていた。レッドはさんま、ブルーはラサール石井、イエローは村上、グリーンは前田政二、ピンクはMr.オクレ。5人乗りのタンデム自転車に乗って現れるが、きついカーブを曲がれないので、一度降りて自転車を持ち上げなければならないところが滑稽だった。素人相手に仕事の手伝いなどをし、礼を言われると「カマヘン、カマヘン」と返していた。
同時期に同じくフジテレビで放送されていた『とんねるずのみなさんのおかげです』のコント「仮面ノリダー」とよく比較されていたが、現場勝負でストーリー性がないこともあり、人気の面では後塵を拝していた。訪問先でも「我々は仮面ノリダーではありませんよ」と言っていた程である。しかし『草津節』の替え歌で「草津よいとこ、一度はおいで、ジョイナ、ジョイナー」と「ジョイナ、ジョイナー」の部分でジョイナーの走法を真似て進みながら街へ出動する時に歌っていた事もあり、草津温泉から感謝状を贈られて実際に招待されたことがある。また、同様の移動法で『ソーラン節』の「ヤレン、ソーランソーランソーランソーランソーランソーラン、ハイハイ」の「ハイハイ」の部分で這って歩くバージョンがある。
また、このコーナーで、さんまが大江千里の歌い方（曲目 「REAL」）についてコメントしたことがきっかけとなり、大江本人がこのコーナーにゲスト出演したことがある。その際大江は『草津節』のメロディーを正確に歌えず（『鹿児島おはら節』の音程）「それでもプロか!?」とかまへんライダー達にさんざん突っ込まれていた。
仮面ノリダーと異なり、本家『ライダーシリーズ』と『ゴレンジャー』の原作者である石ノ森章太郎と放送局（毎日放送・テレビ朝日・TBS）・東映にパロディ化の許諾をもらっていたためか、番組が復刻版DVDでソフト化された際に収録された。
本家の『仮面ライダー』では「変〜身!!」と叫ぶのが定番となっていたが、かまへんライダーは「変〜態!!お父ちゃんやめてやめて!!」が決め台詞だった。

### レンタルビデオドラマコント
1988年10月よりスタート。同年9月で終了した『タケちゃんマン』に替わり、ドラマコーナーを引き継いだ。「ひょうきんビデオ」と言う名前のパロディ。オープニングは豆腐屋から転職し、レンタルビデオ店を経営する店長のたけしがバナナ滑りに拘るコントをする。
その後、理髪店兼ビデオ店、交番のビデオ店「駐在さん」等のコントから始まり、オープニングをはさんで番組前半、ドラマや時代劇などといったドラマ風コントを放送。最初はあることをすることで、店主のたけしが「ひょうきん大河ドラマ」などのビデオをレンタルしていた。

### 8つの顔を持つ男
1989年4月15日スタート。番組最末期の「タケちゃんマン」終了後に後を継いだドラマ仕立てのコントコーナー。
ビートたけし扮する怪盗・8つの顔を持つ男が現在・過去・未来の行き来しその名の通り「牛田モー（メイ牛山のもじり）」など様々な名前や顔を持ち盗みを働く。コーナーの流れはタケちゃんマンと同じだが前者が一応正義のヒーローだったのに対し、こちらは悪人という設定。一方、明石家さんまは「トン・ティン・タン教祖（トン・ティン・タンカッパ）」の固定キャラを持っていた。
ここで使われた効果音には『ゲゲゲの鬼太郎』（第3シリーズ）と同じ物が使用された。番組末期の中では人気が高かったコーナーだったが番組終了が決まったためわずか4ヶ月弱で終了。最終回まで残りの回はスペシャル企画と8年半を振り返る総集編や収録裏話などのトーク企画で埋め合わせた。

## オープニングコーナー

### オープニングコント
雨傘時代～レギュラー初期に行われたコント。様々なシチュエーションにおいて、レギュラーが総出演。コントの最後に「オレたちひょうきん族！」のタイトルコールでオチをつける。
記念すべき第1回目は「晩餐会」だった。
主なオープニングコントのシチュエーション：晩餐会、ビリヤード、オーケストラ、臨終間際、フレンチカンカン、『パンチDEデート』のパロディー、丁半博打、ひな祭り、お花見、『8時だョ！全員集合』のOP・少年少女合唱隊、嫁ぐ日、クリスマスパーティー、将棋の名人戦、『太陽にほえろ!』等。

### 今週のひょうきんハイライト
1984年に放送。オープニングで今週の見所を紹介するコーナーだが司会の牧原俊幸が一言も笑わず、きっちりと台本どおりプロの仕事をするのを隣の山田邦子が業を煮やしレギュラー陣を乱入、一発芸をさせたり素人時代に笑ってる場合ですよ!に参加していた時の映像をドッキリで流したりしてどうにかして牧原アナにNGを出させるコーナーに変わっていった。

### よく見りゃ有名人?!
1984年9月8日スタート。週替わりの司会者二人が自分の知り合い、友達（一般応募は無し）で有名人に似ている人を連れてきて（限りなく微妙な所）審査員がどっちが似ているかを審査をする。白石まるみや島田敏（声優）や野沢直子も出場した。
最後に「よく見りゃ賞」という一番似ていた人を決め、1985年1月5日のグランドチャンピオン大会に出場した。ほかに徳光和夫に似ている当時当番組のディレクターであった三宅恵介、投資ジャーナル事件で話題になった中江滋樹に似ているたけし軍団のグレート義太夫、十勝花子に似ている野沢直子もグランドチャンピオン大会に進出。
初代グランプリは当時当番組のアシスタントディレクターで、現在構成作家として活動を続けている藤沢めぐみが柳家金語楼に似ている人として選ばれた。第2弾として1985年2月2日に「よく見りゃ動物?!」を開催。基本的なルールは、動物に似ているかどうかを競うというものであり、コーナーのセットはほとんど流用された。勝ち進めばグランドチャンピオン大会に進めるとされていたが、わずか1週で打ち切られた。

### 爆笑！第一回輝け全日本東西お笑い芸能人夢のオールスター対抗紅白ゲーム大合戦スペシャル
1985年3月30日 - 6月1日に放送。ナンシー邦(山田邦子)司会。レギュラー芸人全コンビ・トリオ+さんま&鶴太郎チームが線路上にある風船目掛けて走ってくる針の付いた汽車を避けながら粉のトレイに入っている飴を何個取れるかを競う。汽車には普通(10秒)、急行(7秒)の時間制限がある。
あまりにも長過ぎるタイトルだったため徐々に略され決勝戦では「爆笑！スペシャル」とコールされた。
決勝戦は西川のりお・上方よしおチームVSコント赤信号チームが残り、のりおよしおチームが優勝した。但し、賞品は無し。また、コーナー終了後の改編でビートきよし、松本竜介、里見まさと、上方よしおのツッコミ陣がまとめてレギュラー卒業となった。

### ひょうきんスター誕生
1985年12月7日にスタート。『お笑いスター誕生!!』のパロディで、司会が神谷明と園まりと、本家の声優・三人娘の組み合わせを踏襲している。
ひょうきんスター誕生の項目を参照。

### 関根くんの知られてる世界
「知られざる世界」のパロディ。関根勤演ずる文化人類学赤子研究家、クストー関根とアシスタントの川端健嗣アナが赤ちゃんの動作を見守りながらいろいろなコメントを述べる。必ず、結論として「○○に○○はいない」という一言で締められる。
ちなみに、関根勤はコーナーレギュラーでありながらオープニングに名前は紹介されず、さんま以外の出演者との共演はしない。

### ひょうきん流行通信
1987年10月24日スタート。進行は、笠井信輔。

### さんま・関根のひょうきん歌謡学院
さんま扮するデビュー前の学生杉本と関根扮する教師がゲストの歌う歌詞にいろんな表現、合いの手をつけて歌わせる。後に明石家マンション物語の大日本意味なし教でこのコーナーのリメイクが放送され、オチを付けず面白い所だけを放送する構成もマンション物語の基本となった。

### ビートたけしのサラリーマンコント
1987年から行われた、たけしとたけし軍団によるコントシリーズ。たけし扮する北野商事の北野部長と部下の松尾、大森による様々な珍道中を描く。熊うっちゃり酒造との商談コントで登場した「俺にも、佐世保！」は、ネット上や恋のから騒ぎでネタにされた。
北野商事から生まれた新商品
- カンパイくん
- ひみつちゃん
- ヒミツクン
- ウォークベン
- スーパーフライ
- クソフマーズ

### 宅配ピザドラマコント
番組末期。上記のサラリーマンコントの派生版。たけしが宅配ピザに注文するのだが、指定時間内に届けられなかったら無料であることをいいことに、超遠回りの経路を指定して配達するように注文する。さらには配達員（たけし軍団）が配達途中の経路上に仕掛けられた罠にひっかかったこともあった

### 明石第三小隊
番組末期。1987年に「タケちゃんマン7」で初登場。後に、「ひょうきん族だョ！全員集合」（1988年8月27日）の後半コントに登場し、公開コントがメインとなる。
太平洋戦争中、南方戦線の戦場から脱走した北野二等兵を逃亡罪で銃殺刑に処す為島中を探し回る小隊長の明石三郎（さんま）、副隊長渡辺、兵士役の松尾、ジミー大西と何人トリオからなる明石第三小隊が中心。さんまによる「○○を持って来い！と言う指令に対して隊員達のモノボケとさんまのノリツッコミ合戦を中心に展開される。
最終回直前に完結編が放送された。さんまが遂に北野を見つけるが現地女性と既に結ばれており、さんまは上空に銃弾を撃ち隊員達に「北野は処刑した」と言って見逃した。

## ベストテン終了後の前半コーナー

### ひょうきんスタープロポーズ小作戦
ひょうきんベストテン終了後に開始したコーナー。プロポーズ大作戦のパロディ。島田紳助と長野智子の司会で男女4人が登場し、フィーリングカップルを行いカップルを決定。その後、ゲスト歌手が歌を歌うという形式。男女4人のうち、ゲスト歌手以外は全てレギュラー陣によるものまねだった。事実上の次コーナー、ひょうきんお笑いジョッキーが始まるまでのつなぎ企画。

### 歌えるパブ「ひょうきん」
番組末期。有名人のものまねをしたタレントたちが集まる会員制のパブという設定。後半はゲストがスタジオライブをする。このコーナーのおなじみの言葉は島田洋七による「やきそばできました」。

### ひょうきんお笑いジョッキー
番組末期。ゲストを呼び、ゲストの生歌とレギュラーの生歌を交え、トークを展開していく。歌えるパブひょうきんに登場した鹿の首（のりおとおさむ）をゲストがなじる。

### ひょうきん芸能フラッシュ
番組最末期。島田紳助と大島智子の司会で、最新の芸能情報を紹介する。山田邦子とそのまんま東の小柳ルミ子・大澄賢也ネタや
片岡鶴太郎の村西とおるネタ、西川のりおのホワイトタイガーネタがヒット。「ひょうきんベストテン」からの音楽コーナーを一応継承しているものの、ほとんど音楽ネタは使われることがなかった。

## ミニコーナー

### 漫才コーナー
番組開始から半年後は、まだMANZAIブームの引きずりにより、番組の途中で公開漫才ライブが行われた。放送されたものは前述のうなずきトリオの他、以下のユニットがある。
- やかましトリオ（おさむ・のりお・洋七）
- なかよしコンビ（まさと・上方よしお）
- いじわるコンビ（ビートたけし・島田紳助）
- のりおとのりお (西川のりお・大平シロー)
- ザ・さんシロー（明石家さんま・太平シロー）
- MANZAIもどき (サブローシローによる、当時の人気漫才師10組のコピー漫才)
- 元アイドル漫才「ザ・アイドリング」（伊丹幸雄・あいざき進也）
- コピー・ザ・ツービート (片岡鶴太郎・若人あきら)
- 恋人マンザイ（横山たかし・春やすこ[注 32]、横山ひろし・春けいこ）
- デュオぶりっこ（山田邦子・洋七）
- Wそんなアホな（松本竜介・大平サブロー）
- ご本人と漫才（ものまねとそのご本人との漫才、太平サブローと浜村淳（本人）、明石家さんまと上田正樹等）
- 同級生漫才（九十九一・里見まさと）
- 夫婦漫才（ビートたけし・北野幹子、片岡鶴太郎と夫人）
- 業務上漫才（ぼんちおさむ・「ザ・ぼんち」マネージャー）
- アゴだし兄妹（島田紳助・山田邦子）
- ホシガキ隊（高田純次・ビートたけし）※コント

### ヒップアップのひょうきんな青春
1981年 - 82年に行われた、当時一番若手だったヒップアップのネタ見せ。途中からは視聴者からお題の募集をした。コーナー初期はタイトルアニメーションやテーマソングも存在したが、後に自然消滅した。

### 想い出しましょうあの人を
番組初期にたけしが担当していたコーナーで、たけしが懐かしのタレントのVTRを見ながらコメントをする。担当は三宅。ビートたけしのオールナイトニッポン初期にあった企画『伊丹幸雄コーナー』の完全コピーであったことをたけしは『ビートたけしの幸せひとり占め』内で漏らしている。

### ひょうきんCM
初期は、カメラのひょうきん、ひょうきんゴルフ、サウナひょうきん、ひょうきんローン等のローカル風CMを放送。出演は横澤プロデューサーやひょうきんディレクターズ他スタッフ。この種類はタイムCMの時間帯に入れ本当のCMであるかのように流していた。
1983年後半 - 1986年初頭は当時の人気CMのパロディとなった。こちらも担当ディレクターが多数出演しているものも多い。また、商品のかわりに、ひょうきん族の台本が出ていた。横澤彪の項目にあるとおり裏番組を茶化したものまであった。

#### モデル企業・商品・団体
- サントリー
- ラーマ
- 週刊就職情報
- ニッポンハム
- 日本生命
- 放送番組センター
- 宝焼酎
- パイオニア
- 人形の久月
- シチズン
- 三田工業
- 永谷園
- TDK
- アートネイチャー
- パンシロン
- 公共広告機構（現：ACジャパン）
- デビアス
- 綜合警備保障
- 大正製薬 - 忘年会シーズンが迫ってきた頃に「大正漢方胃腸薬」のパロディをしていた。

他、順不同
このような番組タイトルを含んだCMパロディは、後に「とんねるずのみなさんのおかげです」、「邦ちゃんのやまだかつてないテレビ」、「めちゃ×2イケてるッ!」、「広告大賞」等でも同じ手法で行っていた。

### ひょうきんお茶の間ショッピング
1982年10月2日放送分より開始。当時よく放送されていたテレビショッピング『二光お茶の間ショッピング』のパロディ。進行は九十九一と春けいこ。番組収録で使われたセットの一部が商品として出された。また、大韓航空機の破片（当然番組の作り物）などの時事ネタをテーマにした商品もあった。
商品によっては価格が「20億円」や、「凄すぎて価格が付けられません」といったモノまで登場した。もちろん発注先の電話番号や申込方法はデタラメだったが、それでもフジテレビ宛に購入希望の電話がかかってくる事が多かったため、その後は「いずれもタダ」という触れ込みで番組の宛先を表示する視聴者プレゼントの形になった。また「二光〜」が電話の呼鈴で始まっていたのに対し、「ひょうきん〜」はドアチャイムの音で始まっていた。この趣向は後の『とんねるずのみなさんのおかげです』や『世界で一番くだらない番組』でも同様のコーナーが生まれている。

### ひょうきん連続テレビ小説
1982年10月2日から、懺悔室が始まるまでの1983年9月まで放送されたミニドラマ（様々なドラマ・アニメのパロディー)。番組の合間に放送され、一週5話完結型。演技の途中ナレーターが現在で言うムチャ振りで「○○はこう言った」とアドリブに任せる内容。
ナレーターは、矢島正明、小原乃梨子などが担当。

#### オンエアパロディ
- 寺内チン太郎一家（寺内貫太郎一家）
- 北の国まで（北の国から）
- 3年B組土ん八先生（3年B組金八先生）
- 阪神の星（巨人の星）
- 蒲田狂騒曲（蒲田行進曲）
- 幸福の黄色いトンカチ(幸福の黄色いハンカチ）
- ケガだらけの天使（傷だらけの天使）
- あさってのジョー（あしたのジョー）
- ハマグリさん（サザエさん）
- やせ腕繁盛記（細うで繁盛記)
- 飛んだカップル（翔んだカップル）
- 熱狂時代（熱中時代）
- 中略おふくろ様（前略おふくろ様）
- 坊っちゃま（坊ちゃん）
- 仁義ねぇ戦い（仁義なき戦い)
- 積木ずくし（積木くずし)
- 刑事子呂運坊（刑事コロンボ）
- お時間ですよ（時間ですよ）
- トッシィー（トッツィー）
- すっぱだかの大将（裸の大将放浪記）
- すがった三四郎（姿三四郎）
- タイガーまっすぐ（タイガーマスク）
- 変態やくざ（兵隊やくざ）
- にゃりん子チエ（じゃりン子チエ）
- ふぞろいの竹輪たち（ふぞろいの林檎たち）

他 （放映順）
※( )内は元ネタ作品

### 青春学園コメディー ひょうきんだらけの青春
1982年秋頃に行われた、ヒップアップとコント赤信号、Lady oh!による学園ドラマ。ヒップアップ扮するサッカー部と赤信号扮する野球部の対立を描く。Lady oh!はチアリーダー役として出演。

### メロドラマ
東海テレビの昼の30分ドラマをパロディにしたドラマコーナー。さんまがメインで、ギャグはほとんど言っていいほど入ってはいなかった。重厚なストーリーを重視しての作風で8話2週完結の体裁で冒頭と番組の前半と番組の後半とエンディングで放送された。テロップも「2分後につづく」（オープニング・提供・CMの後）「番組の後半につづく」「CMの後につづく」「次週につづく」最終回では「終」と表記をしていた。
ただし、東海テレビと各作品の著作権を持つ制作会社（泉放送制作・アオイスタジオ・東宝などに）に許可無く無断でパロディ化したためか、番組がDVDソフト化された際にはこのコーナーは入っていない。

### のりおのまかせなさい!
西川のりおのギャグ「まかせなさい!」から生まれたコーナーでのりおと帯同ディレクターがいろんな所へ行って便利屋仕事をするという（風呂掃除や老人の話相手など）もの。あまりに地味でほんの数回しか放送されず、そのうち一回はボツにされたと本人は愚痴をこぼしていた。

### ひょうきん朗読の部屋
1983年秋 - 1984年初頭に放送。久米明や芥川隆行など著名なナレーターに商品の取扱説明書や漫画、アイドルポップスの詩を朗読させる。
後に同じくフジテレビで放送されたバラエティ番組「大石恵三」で菊池桃子によるこのコーナーのリメイク版が放送された。

### 在庫一掃コーナー
1984年ごろに設けられたコーナー。司会の島田紳助とウイリー沖山・トニー黒岩などビートたけし扮する（ただし姿は全く変わらない）コメンテーターが漫才ブーム〜番組初期の頃にかつて活躍していたお笑い芸人が出していたレコードを紹介し、時にはそれに加えポスターも送付して視聴者プレゼントにしていた。プレゼントという名の拷問だとたけしは語った。

### テレビゲーム のりおとにらめっこ
1984年10月スタート。「テレビにらめっこ」というテレビゲームに西川のりおが登場する、という設定のミニコーナー。のりおは「オバケのQ太郎」や「鉄腕アトム」等に扮しているのだが、突然カツラが外れるなど、あの手この手で視聴者を笑わせにかかるものだった。どんな展開でも最後は「あなたの負け」という画面が表示された。
1985年2月9日からは、のりおの変化する顔の部分がランダムに選ばれる事により、実際に顔の一部分が特殊メイクで変化する「のりおと整形にらめっこ」というバージョンも登場した。

### ひょうきん日本語講座→ひょうきん日本語講座 応用編
1985年2月スタート。進行は本間淳子。芸能界で使われるズージャ語や、浦辺粂子風の老人言葉の会話を、様々なシチュエーションを通して学ぶコーナー。
「応用編」では、いろいろなシチュエーションでの男女の駆け引きにおける本音と建前を解説を交えて実演する。

### 在日外国人のための「日本のお作法」講座
1985年6月1日スタート。日本の火消法被を着たデーブ・スペクターが司会。レギュラーが作法の先生で日本での鼻のかみ方、電話の取り方等を一つずつ段階を踏んで説明する。途中から日本人がよくする仕草が登場（今で言うあるあるネタ）「これは日本では礼儀、マナーですのでやらないと失礼に当たります。絶対するように」「この動きを○○と言います。」ともっともらしく話す。デーブは説明中英語(吹き替え:富山敬)で話しているが逐一チェックされ誤訳も懺悔の対象になる。

### ひょうきんチャレンジ大相撲 荒瀬をつぶせ!!
1985年6月22日放送。当時既に現役引退してタレントとして活動していた荒勢を迎え、男性レギュラーメンバーと相撲対決を行う。行司は、「東西お笑い大合戦」のコーナーMCだったナンシー邦。

### 今週の思いつき小細工
1985年7月13日～8月に、計3回放送された。演壇や公園などの用意されたセットでレギュラー達の笑いのセンスを競う一発勝負。趣向を凝らす者もいれば、やっつけ仕事で叫ぶだけ（おさむ）、人間打楽器（渡辺。下半身丸出しで股間のものを左右に振って音に出す）、セットを破壊（西川のりお、ビートたけし）と様々。

### ひょうきん史上最大のクイズ
「〜は何と言ったでしょうか?」という形式の問題を出し、視聴者に答えを考えてもらうという現在で言うところの大喜利形式の先駆け。

### 源さんの日記〜ある老人の一言より〜
片岡鶴太郎扮する「源さん」（本名：片岡源右衛門）と言う名の老人が街中に飛び出し、様々な不快な場面に遭遇するミニコントドラマ。源さんが不快に思うことを「思わずこう言いそうになった」のナレーションの後にテロップが表示され、最後に源さんがリアクションを取り、直後に「でも、言わなくて良かった。なぜなら、それが源さんなのだから…」というナレーションで締めくくる。
基本的に他のレギュラー陣の参加は無し。2009年8月に放送された「ひょうきん族話の泉」で、撮影当時、片岡鶴太郎は演出した三宅ディレクターから、これは風刺であり、過剰な演技は極力するなと言われたと明かした。
ナレーションは矢島正明が担当。サブタイトルは「ある老人の一言より」以外にも何度か変貌があった。

### 悪魔からのメッセージ
薄暗い部屋のテープレコーダーにレギュラーが入って来てテープを再生すると当人のプライベート情報を暴露される。

### ひょうきん私の秘密
1986年4月19日開始。NHKテレビ『私の秘密』のパロディーコーナー。露木茂の進行により、番組レギュラー陣の自慢・秘密話を持ち込んでクイズにする内容。
解答者にはレギュラー陣が「ひょうきんベストテン」「ひょうきんスター誕生」等で扮していたものまねキャラが携わっていた。
このコーナー担当は佐藤。曰く「流行が一回りしたから古い感じのコーナーが新しい」と言って始まったらしい。コーナー自体は長く続かず、紳助はひょうきんベストテンで、「皆さん、（佐藤が方針の間違いに気づくまで）付き合ってあげて下さい。」と言っていた。

### ひょうきん夏休み宿題ダービー
1986年、1987年の夏休みシーズンに放送。ひょうきん族では珍しい、知的クイズコーナー。司会はラサール石井。アシスタントはチャイルズ。レギュラー陣が、国語算数理科社会に関する、様々な問題に挑戦する。兄弟企画として、年忘れスペシャルでは、「冬休み宿題ダービー」も行われた。

### ひょうきん夏の思い出
1987年の夏休みシーズンに放送。レギュラー陣が、夏休みの思い出という名の自虐ネタを披露。

### 電車談話室
1989年2月18日スタート。末期のミニコーナー。夜の帰宅電車の車内で一般人役のレギュラーが芸能界を引退しサラリーマンになったという設定のゲストと偶然乗り合わせトークを展開する。

### ひょうきんアライグマ劇場
西川のりお演じる瞬きのできる着グルミ、アライグマのノンノン君がさんま、サブロー・シロー・紳助らとジェスチャーで触れ合おうとするも、逆にのりおが生み出してきた一発ギャグを要求されるなどいじられまくる。このアライグマの着ぐるみは放送300回記念スペシャル内で放送されたジェスチャーゲームコーナーでも利用された。
第1話：「森の気のいいノンノン君」の巻／1988年10月8日放送

### ひょうきん名画の旅
妖精役の山田邦子が名画に隠された裏エピソードを発見する。例えば、笛を吹く少年はなぜ縦軸なのかというと、横にお囃子と東京コミックショーがいるから、など。

### Hyokin Kuning Show
山田邦子扮する好奇心いっぱいの女の子クーニンは、悩みはじめるとクーニンエイトに変身し、仲間の怪人たちと相談する。クーニンエイトに変身すると、頭がフジテレビの旧ロゴマークである8になる。なお、仲間の怪人は、それぞれ他局をモチーフに擬人化したもの。
- 日本女（NHK）
- 東京ドーム男（日本テレビ）
- 印篭男（TBS）
- テレビカメラ女（テレビ朝日）
- 紙男（テレビ東京）

### シネひょうきん
番組末期のコント企画。サイレント映画(映像はカラー)のノリでギャグが繰り広げられた。

## その他

### ひょうきん族だよ！全員集合
裏番組であった『8時だョ!全員集合』のパロディ。関東地区の公民館やホールを使っての公開収録。オープニング・エンディングは本家『全員集合』とほぼ同じフォーマット（北海盆唄、いい湯だなの替え歌）であったほか、『全員集合』のロゴやタイトルアニメーションも本家とほぼ同様であった。主に明石第三小隊と山田邦子の物真似。各コーナーの延長版、親睦イベントを実施した。

### ひょうきんスペシャル
春・秋の番組改編時と年末年始に行われる拡大版。タイトルには「春の〜」「秋の〜」「年忘れ〜」「新春〜」と付けられる。こちらも『8時だョ!全員集合』を意識した作りで、通常7時台はスペシャル企画（主にさんまとたけしのトーク、公開懺悔）で8時に通常プログラムをパワーアップさせた内容でベストテンを名曲プログラムやひょうきん歌謡大賞、タケちゃんマンにミュージカル要素を加えたプログラムになっており、基本プログラムをあまり崩さなかった。『全員集合』の終了後は公開懺悔に加え、これまで放送したタケちゃんマンの名シーンを電リクで視聴者から形だけ受け付ける形を取っていた。通常の「ひょうきん族」とは別番組扱いとなっている。なお、1983年の元日には『新春スターかくし芸大会』の前枠として「ひょうきんスペシャル」を編成。『初笑い!ひょうきんスペシャル ワイド生放送』と題し、生放送で行われた。また、放送初期は19時台前半の番組がローカルセールス枠であった関係で放送時間は19時30分からの90分枠の場合もあった。

### ひょうきんカーニバル
番組最末期のミニコンサートスペシャル。エンディング曲メドレーから始まり、レギュラー陣が当時発売した持ち歌を披露し、最後はゲスト出演していた松任谷由実の「SATURDAY NIGHT ZOMBIES」で締めた。当初はビートたけしも参加予定であったが、何らかの理由をつけて収録をサボった。なお、通常の土曜日ではなく火曜ワイドスペシャルの枠で放映された。
曲目
ひょうきん族ED曲メドレー、IEKI吐くまで（片岡鶴太郎）、カラーに口紅、スタンド・バイ・ミー、恋のフーガ（山田邦子 with ビジーフォー）、くじけた瞳のDreamer、そーしまっか（島田紳助 with TOPS）、愛がすべて、SEX MACHINE(ひょうきんR&Band (サブロー・ウガンダ・ヒップアップ・赤信号With Watts)、シングルベッド、大都会、真っ赤なウソ、Thank you（明石家さんま With ピーチボーイズ）、SATURDAY NIGHT ZOMBIES

## その他テレビ番組のパロディ
「ひょうきんベストテン」などの企画以外にも、単発で放送されたテレビ番組のパロディ企画が多数あった。
すばらしいひょうきん旅行 (すばらしい世界旅行：日本テレビ）
1982年7月24日、31日の2週間に渡って放送。紳助率いる一行がアフリカへ出向き、野口英世（松本竜介）らと交流する。
ひょうきんPM（11PM：日本テレビ・読売テレビ）
1982年4月24日・9月11日放送。
3時のおまえ（3時のあなた：フジテレビ）
1984年5月12日放送。本家の「3時のあなた」と同様、うつみ宮土理と牧原俊幸が司会。「ヒュルヒュル笛中毒」の実態について取り上げた。
ひょうきんゆく年くる年 (ゆく年くる年)
1983年1月1日の新春スペシャルで放送。
遠くへ行きたくない（遠くへ行きたい：読売テレビ）
1983年放送。サブ六輔（大平サブロー）
松本竜介のくいしん坊!ぶあんざい（くいしん坊!万才：フジテレビ）
1982年11月27日スタート。竜介が小田原市のカマボコのジャム田楽をリポート。
オールナイトひょうきん（オールナイトニッポン：ニッポン放送、オールナイトフジ：フジテレビ）
前者は、1981年5月16日スタート。うなずきトリオがDJを担当する、架空のラジオ番組。
後者は、1984年4月21日スタート。邦子や天地真理、渡辺めぐみ、可愛かずみなどのひょうきん女子メンバーが様々なコーナーを展開する。
ひょうきんトゥナイト（トゥナイト：テレビ朝日）
ひょうきんフィーリングカップル5×5（プロポーズ大作戦フィーリングカップル5×5：朝日放送）
BOU-ブー（YOU：NHK教育）
1983年7月2日、1984年1月14日放送。太井重里（さんま）と魚目慶子（渡辺めぐみ）がゲスト（戸塚宏〈戸塚ヨットスクール校長本人〉）を招いて若者たちとトーク。
- 1983年7月2日：テーマ「テレビはぼくらの先生だ」

ひょうきん名曲アルバム（名曲アルバム：NHK総合）
ひょうきん発20時（中村敦夫の地球発22時：毎日放送）
1986年1月4日放送。
びったしガン・ガン（ぴったし カン・カン：TBS）
ゲバゲバひょうきん（巨泉・前武ゲバゲバ90分!：日本テレビ）
ひょうきんアベック歌合戦（アベック歌合戦：読売テレビ）
久米ひどしのひょうきんTVスクランブル（久米宏のTVスクランブル：日本テレビ）
1984年放送。久米ひどし（渡辺正行）と横山田やすし（太平サブロー）の2人をメインに「なんでもベスト5」などのコーナーを展開。後に、本家にてやすしの降板劇が起こった際には、やはり本コーナーでもそのパロディが行われ、代役は相方の西川きよし（太平シロー）が務めた。
YOUNG HO! HO!（ヤングおー!おー!：毎日放送）
ひょうきんこの店あの店（世界あの店この店：テレビ朝日）
ひょうきんスポーツ教室（テレビスポーツ教室：NHK教育）
1985年放送。木野花司会。舞台演劇出身者らしい全身演技で進行する。
そんなもんや三度笠（てなもんや三度笠：朝日放送）
1983年9月24日放送。
お払いスター誕生！（お笑いスター誕生!!：日本テレビ）
1985年5月25日放送。
男女7人冬物語（男女7人秋物語：TBS）
1987年12月5日放送。
ひょうきん族縦断 弟子のためのウルトラクイズ（アメリカ横断ウルトラクイズ：日本テレビ）
1987年12月12日放送。ぼんちおさむの弟子としてジミー大西が登場し、天然ボケによる珍回答でイジられて一躍大ブレイクした。
ひょうきん不味しんぼ倶楽部（美味しんぼ倶楽部：フジテレビ）
ひょうきん朝まで生テレビ　(朝まで生テレビ：テレビ朝日)